# Guerra de l'Anell
En el món fictici creat per en J. R. R. Tolkien, la Terra Mitjana, la Guerra de l'Anell fou la lluita entre Sàuron i els pobles lliures de la Terra Mitjana per controlar l'Anell Únic i dominar el continent. Succeí al final de la Tercera Edat.
La guerra fou iniciada per Sàuron, qui estava recuperant el seu poder des del final de la Segona Edat, i buscava l'Anell Únic. Milers d'homes de Ròhan i de Góndor moriren durant la Guerra de l'Anell. El nombre total de combatents en aquesta guerra s'estima aproximadament en un milió: desenes de milers per la banda dels pobles lliures, i centenars de milers pel costat de les ombres. La guerra també significa el declivi del poder dels elfs a la Terra Mitjana, el creixement dels homes a l'oest, la restauració del Regne d'Àrnor i Góndor i l'inici de la Quarta Edat.
Les batalles succeïren a Góndor, Ròhan, Lórien, el Bosc Llobregós, Érebor i Dale. Aquestes foren contra les forces d'en Sàuron, però Sàruman, que també tenia exèrcits, fou qui prengué part a les batalles dels guals de l'Isen i a la Gorja d'en Helm.
La guerra acabà després la batalla de Voralaigua, i, poc després, les morts d'en Sàruman i d'en Llenguadeserp. Vers el final de la Guerra de l'Anell, Élessar fou coronat rei de Góndor, i perdonà tots els homes que havien lluitat a les ordres d'en Sàuron, pregonant una gran renovació de les relacions entre homes, elfs i nans.

## Successos

### Els fets del sud
Els objectius de l'estratègia d'en Sàuron era vèncer la nació més poderoses de les que s'oposaven a ell, Góndor, i així poder-ne conquerir la capital i fortalesa més important, Minas Tirith. Per fer-ho, tots els esforços bèl·lics de Mórdor se centraren al sud i a les fronteres de Góndor. Per evitar que els aliats septentrionals de Góndor, Rohan, els enviessin ajuda, Sàuron va fomentar l'ascens de Sàruman a Ísengard, a l'oest de Ròhan. Així, totes les forces de Ròhan serien a l'oest, intentant aturar els atacs d'Ísengard, i no podrien ser enviades per defensar Minas Tirtih. Mentrestant, Sàuron enviaria els aliats de Mórdor, els corsaris d'Úmbar, per atacar els populosos feus costaners de la costa sud de Góndor, que només podrien enviar una petita part del seu exèrcit a la defensa de Minas Tirith, mentre la resta permaneixerien a la costa, preparant-se per l'atac dels corsaris. Però els plans d'en Sauron van fracassar, i un front conjunt de Góndor i Ròhan va plantar cara a Mórdor.

## Companyia Grisa
La Companyia Grisa forma part de l'univers imaginari de J.R.R. Tolkien de la novel·la El Senyor dels Anells. És una companyia de dúnedain i elfs que van seguir l'Àragorn, en Légolas i en Guimli a la cruïlla de les Ered Nimrais, pels Camins dels Morts i en la Cavalcada pel sud de Góndor per atacar els Corsaris d'Úmbar que assolaven Pelàrgir, a la Guerra de l'Anell.
La Companyia Grisa estava formada per 30 Muntaners del Nord encapçalats per en Hàlbarad, cosí de l'Àragorn, i els fills de n'Élrond, n'Èl·ladan i n'Èlrohir. Havien partit de Rivendell, on es reuniren per una crida de na Galàdriel. En Gàndalf així ho comunicà a l'Àragorn al Bosc de Fàngorn.
La Companyia va trobar l'Àragorn i la comitiva d'en Théoden el 6 de març del 3019 de la Tercera Edat, a les terres del Fold Oest (prop dels Guals de l'Isen), quan tornaven d'Ísengard i s'afanyaven a Vilacorn per descansar-hi.
Van portar dos missatges importants: un de n'Èlrond, que va transmetre l'Èlrohir, i que instava l'Àragorn a prendre els Camins dels Morts, en cas de necessitat, com així varen fer, després que consultés la Pedra d'Òrthanc. L'altra era d'Arwen, que va transmetre en Hàlbarad, i que deia: Ara els dies són curts. O assolim l'esperança o acaben totes les esperances. De manera que et trameto allò que he fet per a tu. Adéu, Pedra Èlfica! (Llibre V, Cap. II). Ço és, li informava que havia pres la decisió de quedar-se a la Terra Mitjana amb ell i perdre la seva condició d'elfa. En Hàlbarad li donà també l'estendard trencat de Vilacorn, on van descansar mentre l'hereu d'Ísildur consultava el palantir i es trobava que en Sàuron li anunciava la seva presència a Ròhan. Quan l'Àragorn va decidir de partir cap al sud de Góndor, a través del pas al Dwimor, la Companyia Grisa va seguir-lo. Varen partir al Sagrari per la ruta principal i, després de descansar a Èdoras, el dia 8 de març del 3019 TE van emprendre la cruïlla dels Camins dels Morts per realitzar una de les fites més grans de la Guerra de l'Anell: la Cavalcada de la Companyia Grisa.